# Copa de Seleções Estaduais Sub-20 de 2015
A Copa de Seleções Estaduais Sub-20 de 2015, oficialmente chamada Copa Placar de Seleções Estaduais Sub-20 de 2015 por motivos de patrocínios, foi a primeira edição desse torneio realizado pela Confederação Brasileira de Futebol. A competição foi uma iniciativa da revista Placar com apoio da TV Brasil de retomar o Campeonato Brasileiro de Seleções Estaduais.
O torneio foi realizado entre os dias 12 e 18 de dezembro nas cidades de Itu e São José dos Campos. A Seleção Paulista derrotou a Seleção Carioca pelo placar mínimo e conquistou o título.

## Regulamento
A Copa de Seleções Estaduais de 2015 é composta por 2 (duas) fases; na primeira fase, as 4 (quatro) seleções compõem um único grupo e se enfrentam em um turno classificando as duas seleções com maior desempenho. 
Na segunda fase, também chamada de final, as duas seleções classificadas da fase anterior irão se enfrentar em um jogo, o vencedor da partida será o campeão.

### Critérios de desempates
Se no final da primeira fase, uma ou mais equipes se encontrarem em igualdade de pontos, os seguintes critérios serão analisados:
1. maior número de vitórias;
2. maior saldo de gols;
3. maior número de gols pró;
4. confronto direto (quando o empate ocorrer entre dois clubes);
5. menor número de cartões vermelhos recebidos;
6. menor número de cartões amarelos recebidos;
7. sorteio.

## Participantes
| Equipe            | Participação |
| ----------------- | ------------ |
| Minas Gerais      | 1ª           |
| Rio Grande do Sul | 1ª           |
| Rio de Janeiro    | 1ª           |
| São Paulo         | 1ª           |

## Tabela

### Primeira fase
| 14 de dezembro | Rio Grande do Sul | 0 – 4  | Rio de Janeiro                                         | Dr. Mário Martins Pereira, São José dos Campos |
| 17:00 (UTC−3)  |                   | Súmula | 10' Marcinho · 19' Maycon · 89' Ribamar · 90+1' Victor | Árbitro: BRA Vinicius Goncalves Dias Araújo    |

| 14 de dezembro | Minas Gerais                                     | 4 – 2  | São Paulo                         | Dr. Mário Martins Pereira, São José dos Campos |
| 19:30 (UTC−3)  | Marcelo 1' · Rick Sena 71' , 79' · Guilherme 82' | Súmula | 23' Vinicius Pivetta · 63' Kallyl | Árbitro: BRA Aurélio Santana Martins           |

| 16 de dezembro | Rio Grande do Sul | 1 – 2  | Minas Gerais        | Novelli Júnior, Itu          |
| 17:00 (UTC−3)  | Quaresma 8'       | Súmula | 40' , 56' Rick Sena | Árbitro: BRA Vinicius Furlan |

| 16 de dezembro | São Paulo                        | 2 – 0  | Rio de Janeiro | Novelli Júnior, Itu                        |
| 19:30 (UTC−3)  | Bruno Lima 15' · Paulo Souza 90' | Súmula |                | Árbitro: BRA Marcelo Aparecido R. de Souza |

| 16 de dezembro | Rio Grande do Sul | 1 – 2  | Minas Gerais        | Novelli Júnior, Itu          |
| 17:00 (UTC−3)  | Quaresma 8'       | Súmula | 40' , 56' Rick Sena | Árbitro: BRA Vinicius Furlan |

| 16 de dezembro | São Paulo                        | 2 – 0  | Rio de Janeiro | Novelli Júnior, Itu                        |
| 19:30 (UTC−3)  | Bruno Lima 15' · Paulo Souza 90' | Súmula |                | Árbitro: BRA Marcelo Aparecido R. de Souza |

### Final
| 18 de dezembro | Rio de Janeiro | 0 – 1  | São Paulo | Novelli Júnior, Itu              |
| 18:00 (UTC−3)  |                | Súmula | 48' Keké  | Árbitro: SP Raphael Claus (FIFA) |

| RIO DE JANEIRO: |    |                   |                               |     |
|                 |    |                   |                               |     |
| G               | 1  | André Regly       |                               |     |
| LD              | 2  | Marcinho          | Penalizado com cartão amarelo |     |
| Z               | 3  | Marcelo           |                               |     |
| Z               | 4  | Kanu              |                               |     |
| LE              | 6  | Victor Lindenberg |                               |     |
| V               | 5  | Arruda            | Penalizado com cartão amarelo | 52' |
| V               | 8  | Gustavo Bochecha  | Penalizado com cartão amarelo | 52' |
| M               | 10 | Mauro             |                               |     |
| A               | 7  | Pedro             |                               | 56' |
| A               | 9  | Lucas Ribamar     | Expulso                       |     |
| A               | 11 | Maycon Douglas    |                               |     |
| Substituições:  |    |                   |                               |     |
| M               | 16 | Rickson           |                               | 52' |
| V               | 17 | Matheus Fernandes | Penalizado com cartão amarelo | 52' |
| M               | 19 | Igor Cássio       |                               | 56' |
| Treinador:      |    |                   |                               |     |
| Mauricinho      |    |                   |                               |     |

| SÃO PAULO:     |    |                  |                                         |     |
|                |    |                  |                                         |     |
| G              | 1  | Matheus Santillo |                                         |     |
| LD             | 2  | Léo Príncipe     |                                         |     |
| Z              | 3  | Bruno Lima       | Penalizado com cartão amarelo · Expulso |     |
| Z              | 4  | Wesley           |                                         |     |
| LE             | 6  | Edilson Borba    |                                         |     |
| V              | 8  | Daniel           |                                         |     |
| V              | 5  | Kallyl           |                                         |     |
| M              | 10 | Lucas Fernandes  |                                         |     |
| M              | 11 | Marlon           |                                         | 87' |
| A              | 7  | Vinícius         |                                         | 73' |
| A              | 9  | Keké             |                                         |     |
| Substituições: |    |                  |                                         |     |
| A              | 17 | André            |                                         | 73' |
| M              | 20 | Breno Silva      | Penalizado com cartão amarelo           | 87' |
| Z              | 23 | Léo Rigo         | Penalizado com cartão amarelo           |     |
| Treinador:     |    |                  |                                         |     |
| Max Sandro     |    |                  |                                         |     |

Bandeirinhas:
SP Rogerio Pablos Zanardo
 (asp. FIFA)
SP Danilo Ricardo Simon Manis
 (asp. FIFA)
Quarto árbitro:
SP Aurélio Sant'Anna Martins
 (CBF)
Delegado:
SP Ana Paula Silva Oliveira

## Premiação
| Copa de Seleções Estaduais de 2015 |
| ---------------------------------- |
| São Paulo Campeão (1º título)      |